# Berry
Pour les articles homonymes, voir Berry (homonymie).
Le Berry (ou  Berri ; prononcé [be.ʁi]) est une province historique et culturelle de la France de l'Ancien Régime ayant pour capitale Bourges, correspondant approximativement à la partie sud de la région Centre-Val de Loire (le reste de la région correspondant à l'Orléanais et la Touraine). Situé au centre géographique de la France, le Berry en constitue l'un des plus vieux terroirs agricoles et doit plus son unité à l'histoire qu'à la géographie. Il la tire aujourd'hui de quelques éléments culturels qui sont propres à cette région, et s'expriment notamment dans des spécialités gastronomiques.
La structure administrative du Berry disparaît définitivement avec la Révolution française.
Les habitants du Berry sont désormais généralement appelés Berrichons. Ce gentilé a été admis au milieu du XIXe siècle. Il avait été condamné par le Dictionnaire de Trévoux (1771) et par celui d'Hippolyte François Jaubert (1864) qui indiquaient Berruyer, Berruyère comme le seul gentilé correct,, mais aujourd'hui, Berruyer s'applique aux habitants de Bourges.

## Géographie
S'inscrivant dans la boucle de la Loire, la province du Berry forme un large plateau ondulé de faible altitude, traversé par de nombreux cours d'eau dont le Cher, l'Indre et la Creuse. Elle est composée de paysages très variés : terres agricoles au nord (Champagne berrichonne), collines et rivières au centre formant le cœur d'une riche région d'élevage,  marais et lacs dans la Brenne, à l'ouest.

### Géologie
Le Berry forme une zone de contact entre le Bassin parisien dont la province fait partie, et le Massif central. Son soubassement est recouvert à l'ère secondaire par des mers du jurassique (calcaires de la Champagne puis du Crétacé (calcaires de Boischaut Nord et du Sancerrois). Au Tertiaire, l'orogenèse alpine s'est traduite par un basculement des couches du sud-est vers le nord-ouest, et la formation de lignes de côtes dont trois sont bien marquées : la côte d'Ars (au nord de La Châtre) dont les pentes sont soulignées par les vignes, la côte de Corlay (entre La Châtre et Châteauroux), la cuesta du Berry septentrional marquée par le Sancerrois qui domine la Champagne de 200 m et par la Motte d'Humbligny qui est une butte-témoin s'avançant en avant du front de cette côte (cuesta crétacée fossilisée dès l'Éocène en Brenne). Des dépôts de sables et d'argiles descendus du Massif Central sont à l'origine de deux région d'étangs, la Brenne (dépôts accumulés dans une cuvette tectonique) et la Sologne (dépôts accumulés dans une plaine, donnant la Sologne des étangs, et la Sologne Sèche dominée dunes issues des dynamiques fluvio-éoliennes datant du Quaternaire).

### Départements
Deux départements, le Cher et l'Indre, en sont les héritiers, cependant les limites de ceux-ci ne coïncident pas exactement avec les limites de l'ancienne province aux contours d'autant plus incertains que les différentes juridictions d'ancien régime ne coïncidaient pas toujours entre elles non plus.
Après bien des débats, les limites des nouveaux départements furent définies :
- le Cher correspond au Haut-Berry, mais incorpore nombre de territoires qui appartenaient au Bourbonnais depuis les seigneurs de la première maison de Bourbon[3], comme — en totalité ou en partie — les cantons de Saint-Amand-Montrond, de Charenton-du-Cher, de Châteauneuf-sur-Cher, de La Guerche-sur-l'Aubois (enclave de Germigny-l'Exempt), de Nérondes, de Sancoins, et de Saulzais-le-Potier ;
- l'Indre correspond au Bas-Berry, mais inclut à l'ouest la Brenne qui faisait partie de la Touraine, et aussi, au sud-ouest, des communes de la Marche et quelques autres du Poitou.

À l'inverse, quelques parcelles de l'ancienne province sont incluses dans le Loiret et en Loir-et-Cher, comme Selles-sur-Cher et Mennetou-sur-Cher.

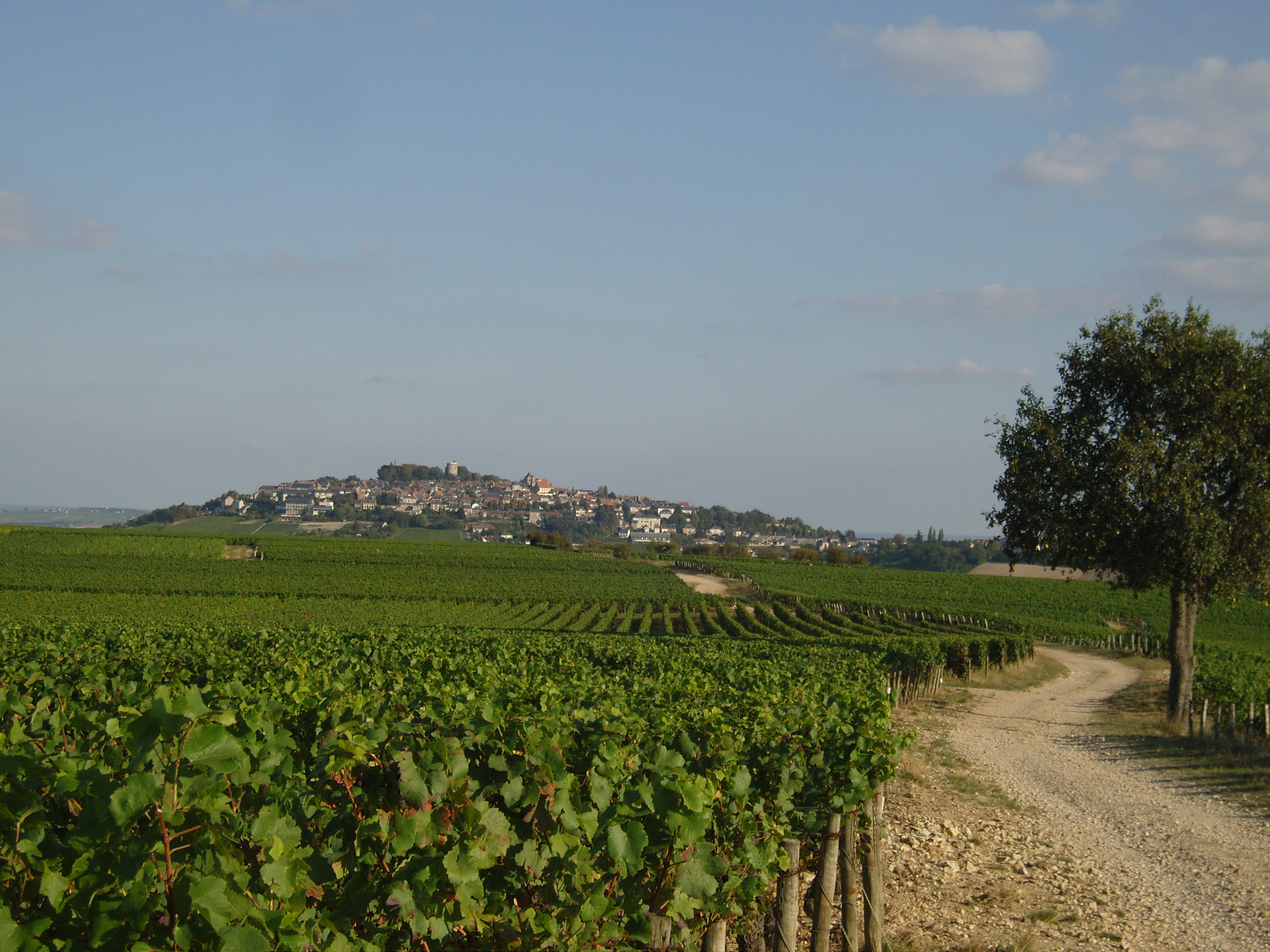
Le Sancerrois, en 2009.

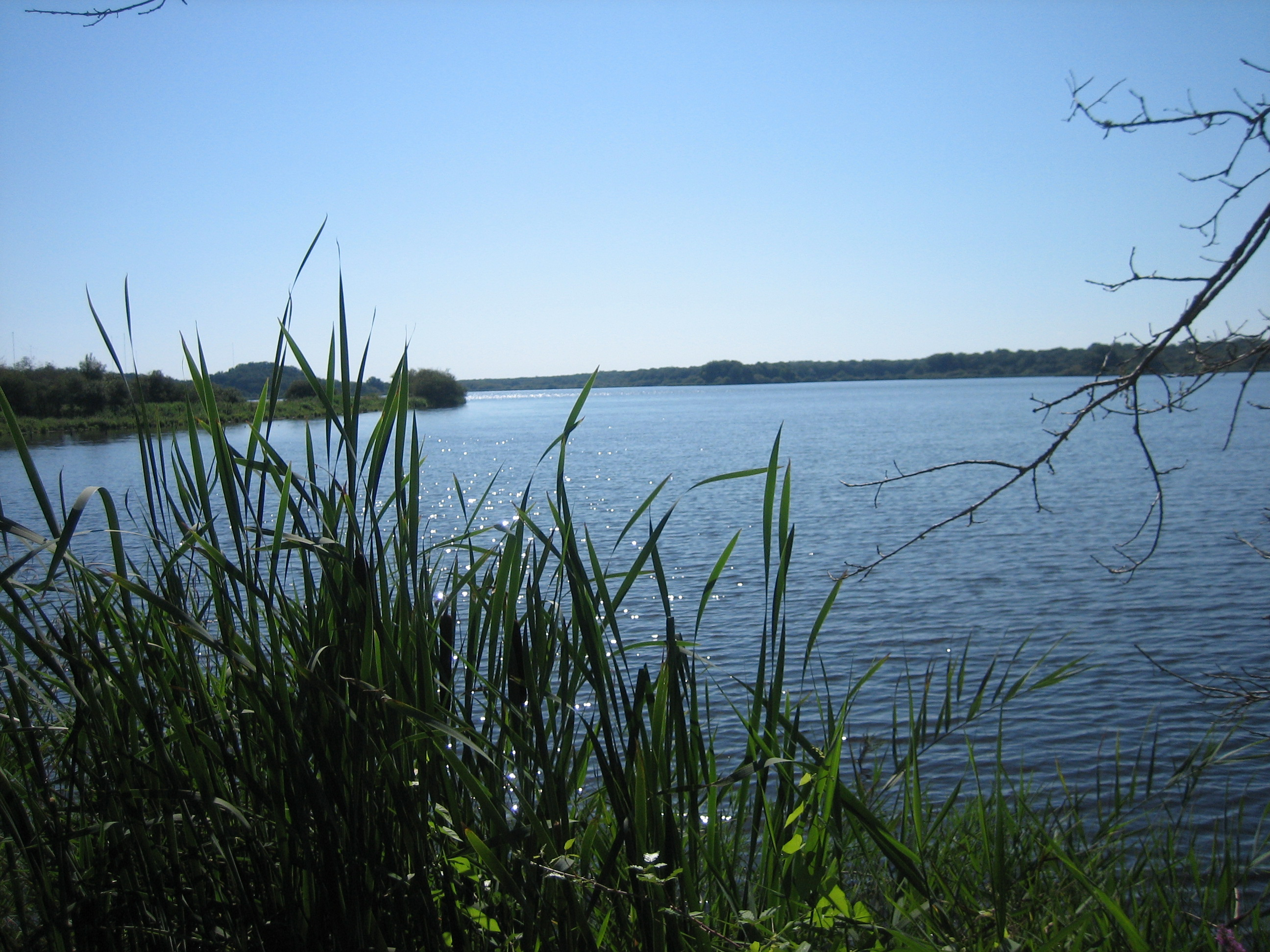
La Brenne, en 2007.

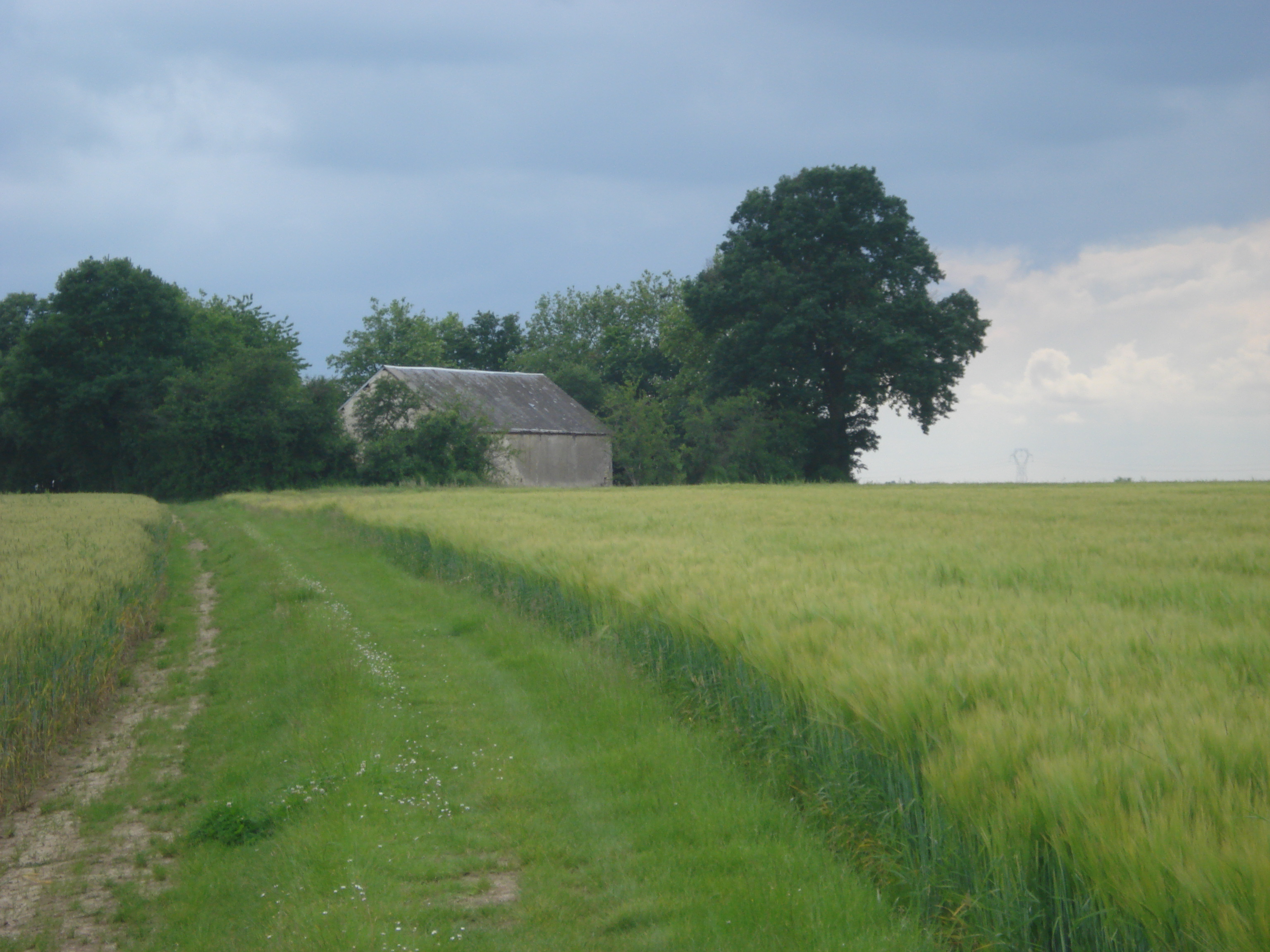
La Champagne berrichonne, en 2008.

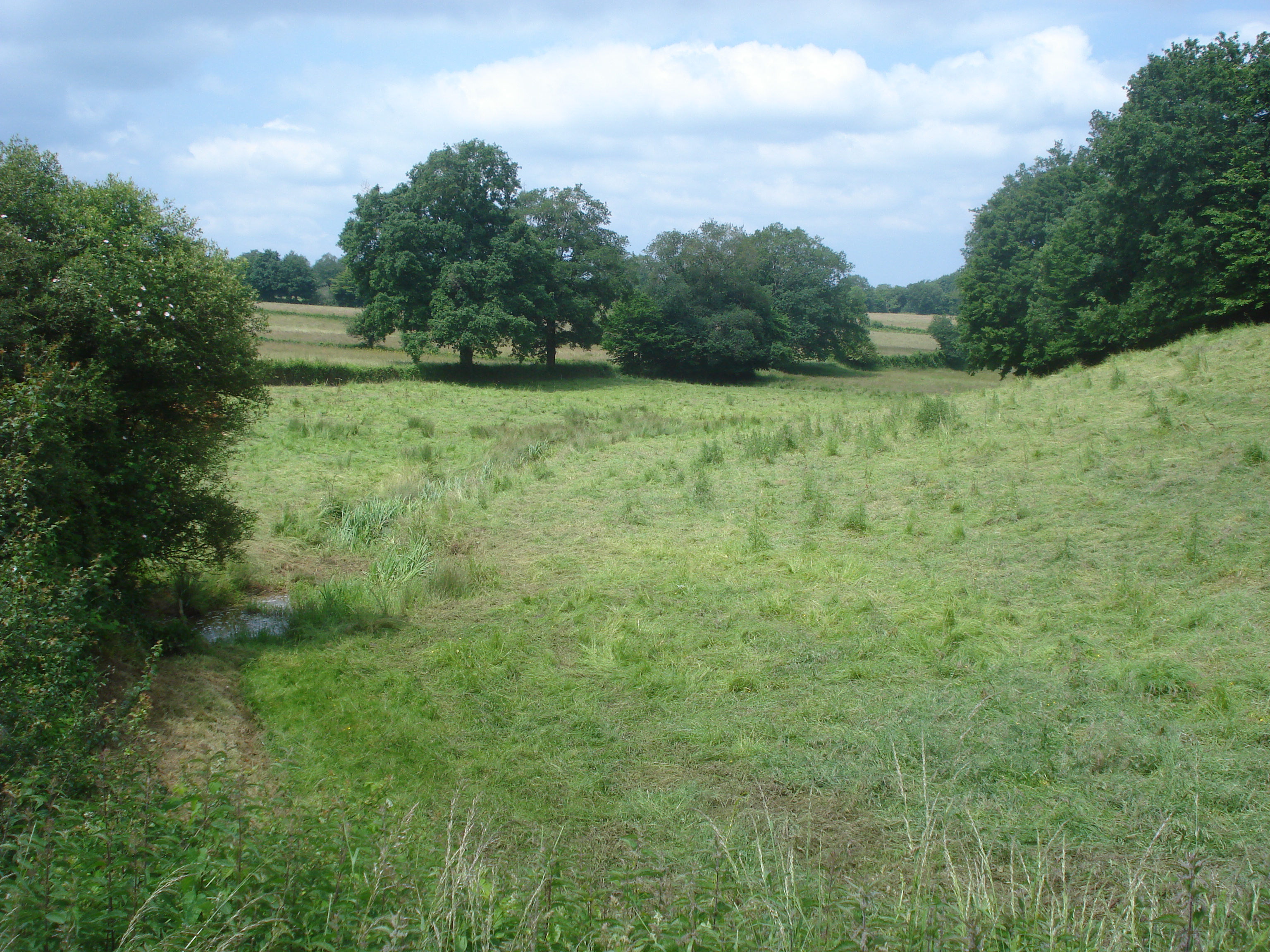
Le Boischaut Sud, en 2008.

La pointe méridionale de l'ancienne province était constituée de la majeure partie du canton de Boussac, actuellement dans le département de la Creuse.
Si la détermination de la ligne de partage du Berry ainsi redéfini entre l'Indre et le Cher ne posa guère de problèmes, la désignation du chef-lieu de l'Indre fut l'objet d'âpres controverses, Issoudun revendiquant hautement la préfecture que finalement Châteauroux obtint en août 1790.

La carte de l'ancienne province du Berry (XVIIIe siècle) et des communes et départements actuels.

### Régions naturelles
Le Berry se compose de plusieurs régions naturelles, du nord au sud :
- Val de Loire (petite partie), entre Gien et Sancerre ;
- Sologne (petite partie), entre Vierzon et Aubigny-sur-Nère ;
- Pays-Fort ;
- Sancerrois ;
- Champagne berrichonne ;
- Boischaut Nord ;
- Boischaut Sud ;
- Blancois ;
- Brenne.

## Histoire

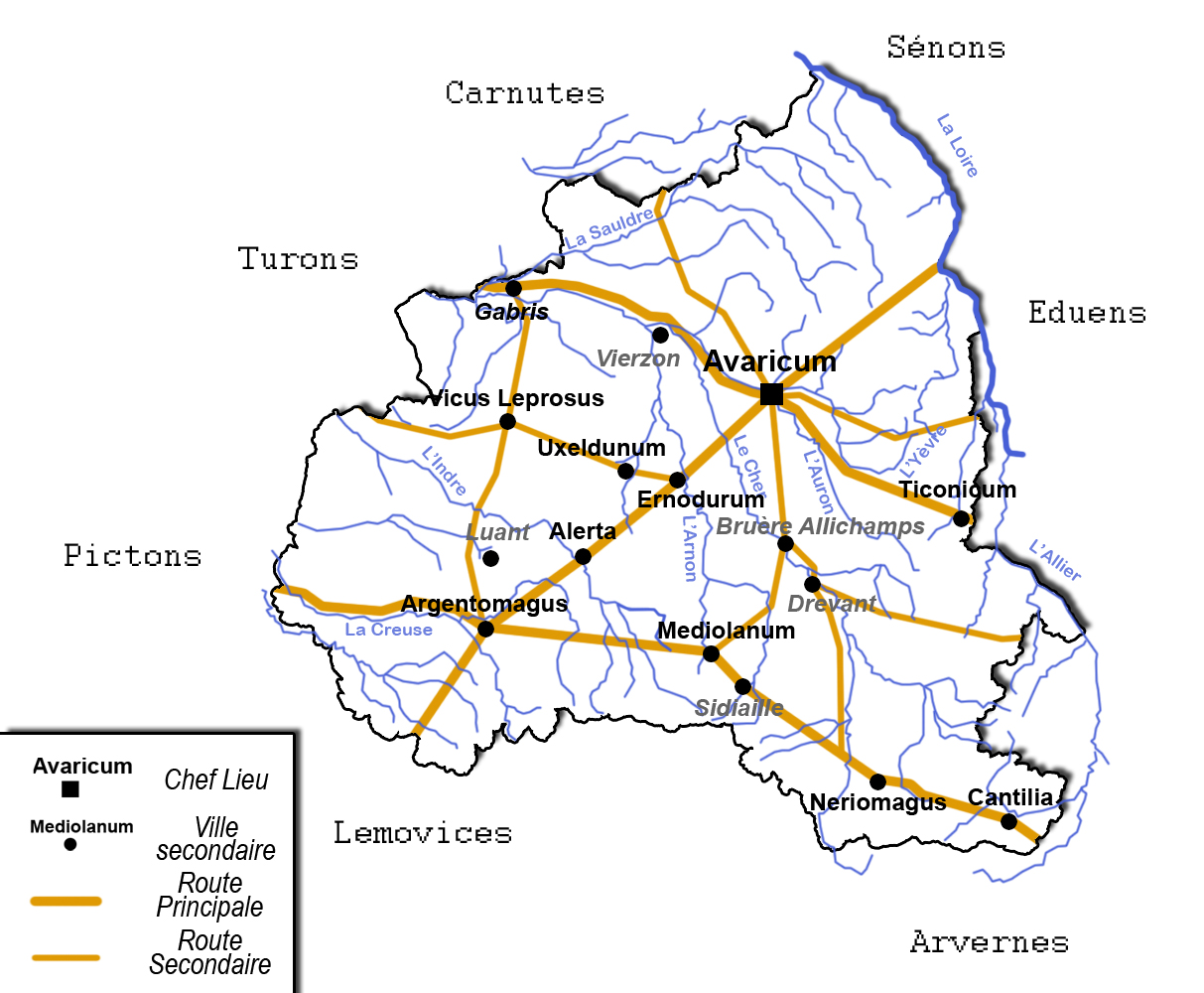
Le territoire des Bituriges Cubes.

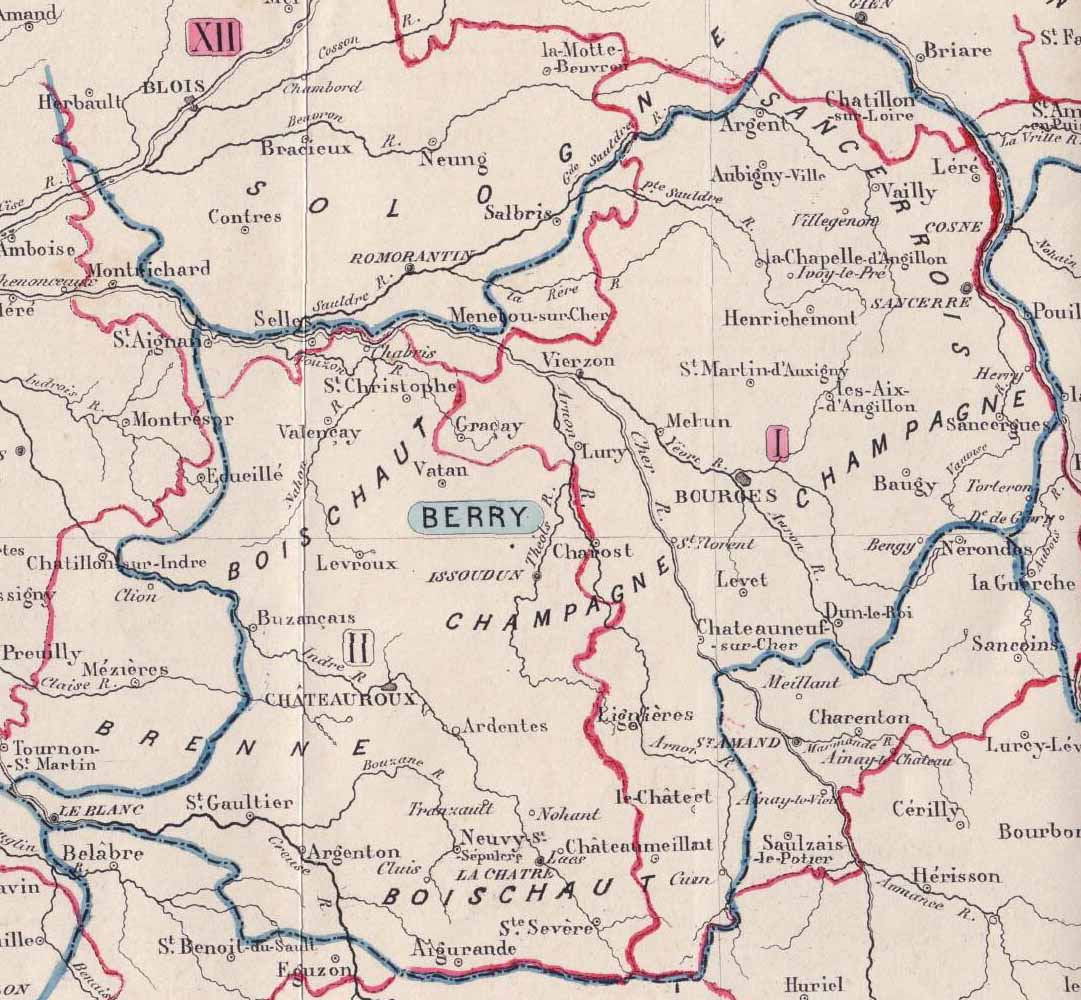
La carte du Berry.

### Protohistoire et antiquité
« Parmi les nombreuses enceintes connues dans le Berry, si certaines peuvent être attribuées à des périodes anciennes de la Protohistoire comme le Néolithique, la grande majorité d'entre elles sont datées du deuxième âge du Fer (La Tène) ». La carte de répartition des sites archéologiques de la région et la photographie aérienne permettent de saisir la constitution de véritables villes, les oppida, suscités par des artisans, commerçants, paysans et aristocrates. Comme la plupart des oppida construits en Europe et en Gaule du Sud en particulier, ce sont des sites perchés, ceux du Berry étant installés sur une hauteur en bordure de la plaine cultivée, entourés d'un rempart celtique qui a une fonction plus ostentatoire que militaire. Ces agglomérations installées de manière régulière dans le territoire des Bituriges, matérialisent des lieux de pouvoir et d'échange au centre de riches terroirs agricoles.
Avant la conquête romaine, les Bituriges Cubes dont le Berry tire son nom sont établis au sud de la Loire sur un territoire qui correspond à peu près à la moitié sud du département de l'Indre, au Cher et une partie du Limousin. La frontière qui les sépare des Carnutes correspond à la ville de Vierzon, et l'Allier à l'Est marque la frontière avec le territoire des Eduens. Au sud, l'oppidum de Cordes-Chateloi sur la commune de Hérisson et de Bègues marque la frontière avec le peuple Arverne. Plus à l'ouest, la frontière sud passe à Aigurande ville qui est à la frontière avec les Lémovices. La capitale des Bituriges Cubes était Avariko ou Avaricum (Bourges). Après la conquête romaine, des oppida sont parfois abandonnés comme à Sidiailles ou Rivarennes, au profit d'agglomérations mieux situées sur le réseau routier romain (Argentomagus, Mediolanum, ou les villes gauloises de Drevant et Levroux qui quittent leur hauteur pour s'installer dans la plaine). Le territoire se retrouve alors situé au sein de l'Aquitaine première.
L'ancien territoire des Bituriges Cubes connaît un sort variable à la fin de l'Empire romain. En 476, il est annexé par le royaume wisigoths alors en plein expansion. En 501 après la bataille de Vouillé, il passe aux mains des Francs. En 561 il est intégré au royaume de Bourgogne avec les autres régions périphériques du centre de la Gaule.

### Moyen-Âge
Intégré au duché d'Aquitaine en 631, le territoire est démantelé par Pépin Ier qui en confie un fief à l'administration de Remistan, fils d'Eudes d'Aquitaine et oncle du duc d'Aquitaine Waïfre. Puis au traité de Verdun, il fait partie du royaume de Charles le Chauve qui devait devenir le royaume de France. Pour limiter la puissance du duché d'Aquitaine, la frange nord du Berry en fut détachée sous le roi Raoul, une partie fut confiée à la Maison de Blois. L'histoire du Berry fut très rapidement intimement liée à l'histoire de la monarchie capétienne et de la France, soit  par son rattachement au domaine personnel du roi soit par son don en apanage aux enfants de celui-ci. Jusqu'au XIIIe siècle le territoire sera partagé entre le duché d'Aquitaine et le domaine royal. En effet, dès 1100, la vicomté de Bourges est achetée et réunie au domaine royal, le rattachement complet au domaine royal s'achevant sous Philippe Auguste au début du XIIIe siècle. Vers 1240, le dernier morceau de territoire biturige, la seigneurie d'Issoudun.
Le Berry est érigé en duché en 1360, que le roi de France Jean II le Bon confie en apanage à son fils Jean Ier de Berry (1340-1416).
Le duché de Berry revient dans le domaine royal à la mort du Duc Jean, en 1416, avant de passer entre les mains de deux fils du roi  Charles VI : d'abord à Jean puis à Charles, le futur Charles VII.
Le Berry a également accueilli le célèbre argentier Jacques Coeur qui fut nommé en 1438 par le roi Charles VII, Grand Argentier du royaume de France.

### Époque moderne
Le duché de Berry est de nouveau concédé à Jeanne de France, fille de Louis XI en 1498. Le titre de duc de Berry est ensuite épisodiquement donné à plusieurs princes de la famille royale, dont les plus célèbres sont Charles de France, cadet des petits-fils de Louis XIV, le futur Louis XVI et le second fils du roi Charles X.
Le 31 décembre 1661, Philippe de Clérembault, comte de Palluau est nommé gouverneur du Berry.
Avec la Révolution Française, le clergé du Berry envoie à Versailles, Vincent Poupard alors curé de Sancerre et historien. Pierre-Joseph Grangier, François Baucheton et Étienne François Sallé de Chou sont élus députés du tiers état. Ce dernier est à l'origine du découpage du Berry en deux départements. Ce texte fondamental aboutit en février 1790 à l'organisation des deux départements du Cher et de l'Indre. Pour ce qui est de la noblesse, un seul d'entre eux est acquis aux idées révolutionnaires, il s'agit de Jean-Marie Heurtault de Lamerville.

## Culture

### Patrimoine et traditions orales

#### Arts et musiques folkloriques

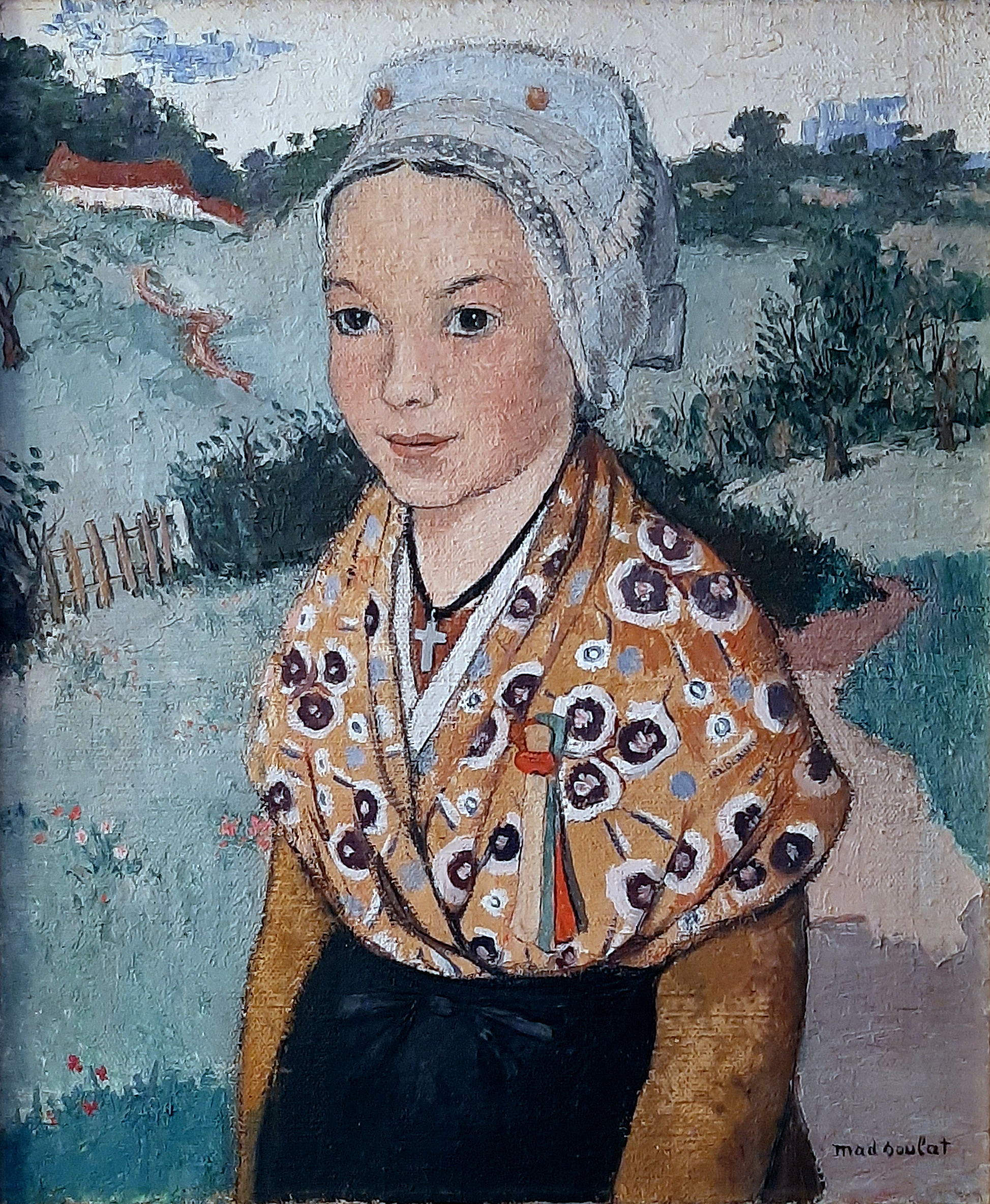
Portrait d'une jeune fille avec une coiffe carrée de La Châtre, peinte par Madeleine Soulat vers 1938 (huile sur toile,).

La musique berrichonne traditionnelle est généralement calme et douce, ses chants traitent des sujets de la vie quotidienne rurale, le travail, l'amour, les guerres et les fêtes. Les ensembles de musique sont constitués de la Vielle à roue et de la cornemuse, ou musette. Victimes de superstitions, les Maîtres Sonneurs de George Sand jouissent en général d'une réputation fort douteuse. Ils passent pour avoir des rapports avec les mauvais esprits et on croit même qu'ils ont conclu un pacte avec le Diable. Les danses collectives du Berry sont par ordre d'apparition les branles, puis les bourrées, déclinées sous les formes carrées, droites, croisées ou en rond.

#### Costumes traditionnels

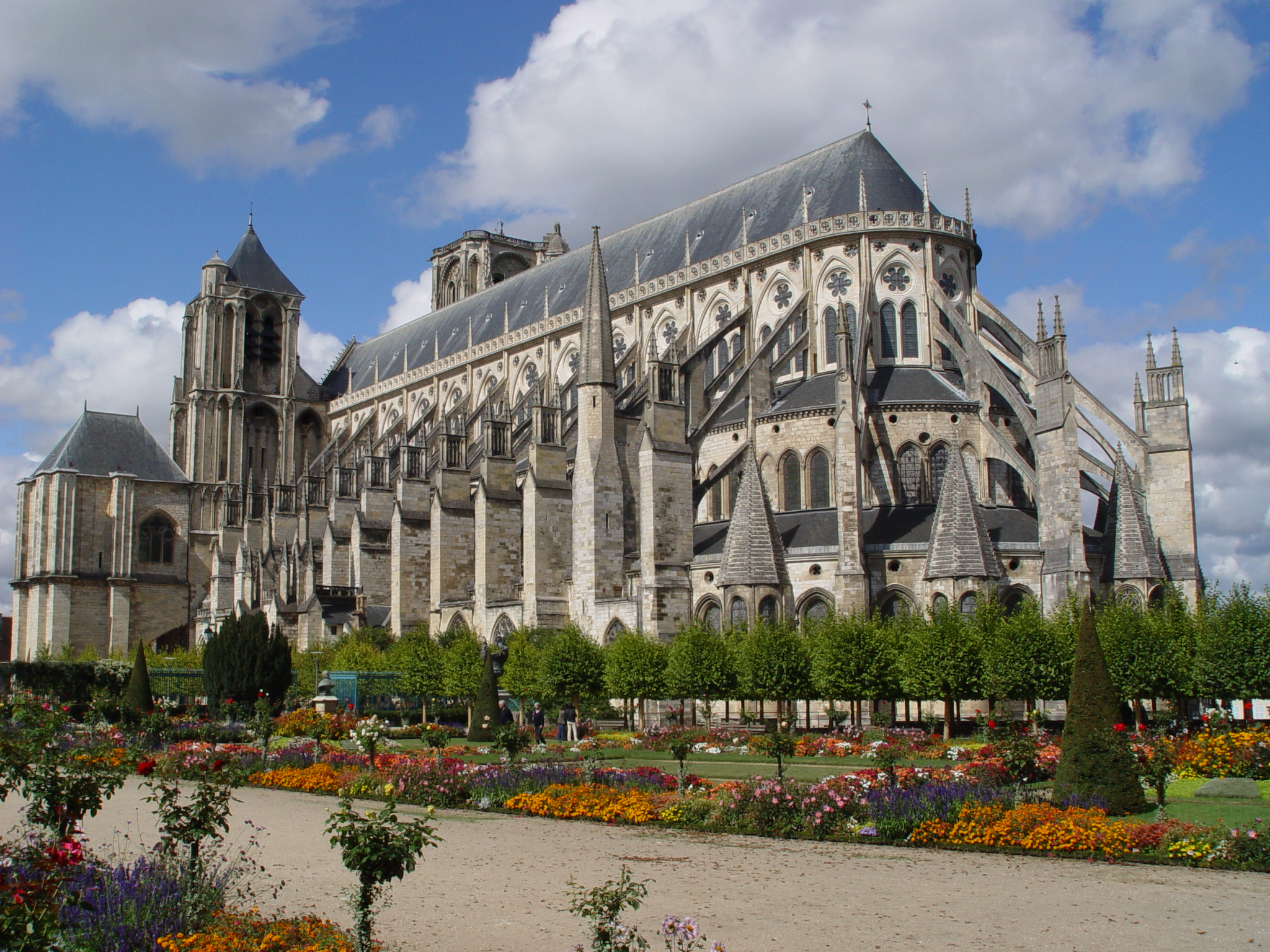
La cathédrale Saint-Étienne de Bourges, en 2006.

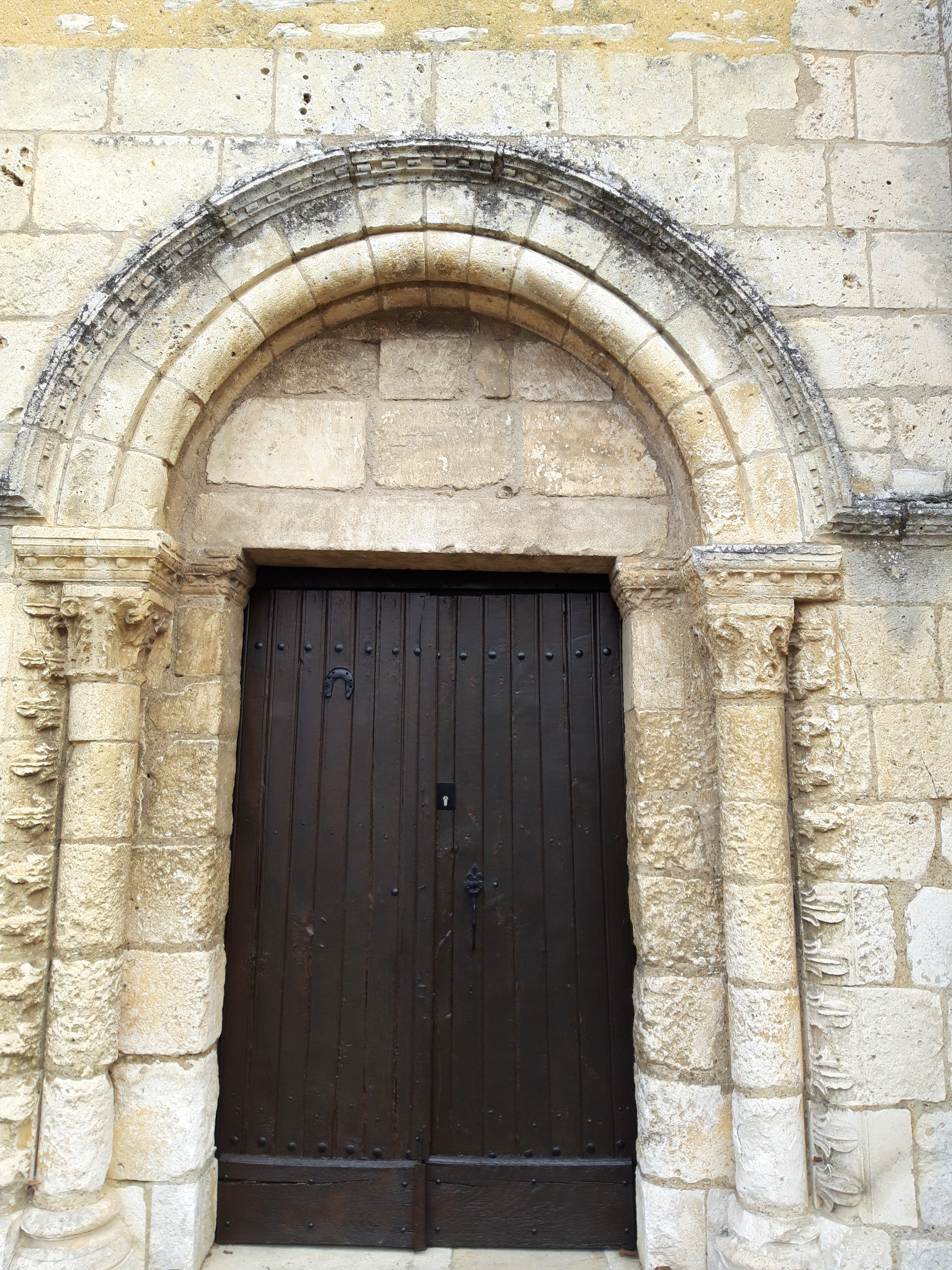
Porte du portail de l'église des Aix-d'Angillon avec un fer à cheval. Il s'agit peut-être ici d'une pratique liée aux combats ancestraux présents dans cette région contre les esprits malins.

Bien que le Berry ne présente pas d'uniformité dans ses costumes, on trouve plusieurs tenues de circonstance. Chaque région  présente des spécificités, variant en ville selon la mode nationale. Communément, la « biaude » est  blouse de travail du paysan qui portait aussi les guêtres et des bas blancs en coton. Le berger revêtait la « limousine », grande cape de laine assez grossière généralement de couleur écru, parfois rayée de noir et rouge. Les hommes égayaient leur vêtement d'un mouchoir coloré. Au quotidien et lors des grandes occasions, les femmes portaient diverses coiffes propres à chaque région. Celle de tous les jours était simple, blanche avec ou sans oreillons, tandis que celle des jours de fête était particulièrement raffinée. Elles comportaient des broderies sur fond de mousseline ou encore de tulle blanc. La « coiffe de La Châtre » était la plus spécifique, à cause de sa forme carrée très singulière.

#### Langue
Le « Berrichon » ou les parlers berrichons se rattachent à la région du Berry et sont liés à la mouvance des dialectes et patois d’oïl.

### Tourisme

#### Architecture

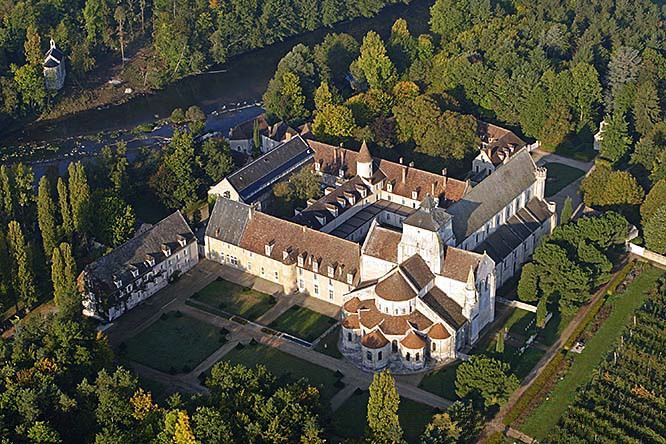
L'abbaye Notre-Dame de Fontgombault, en 2005.

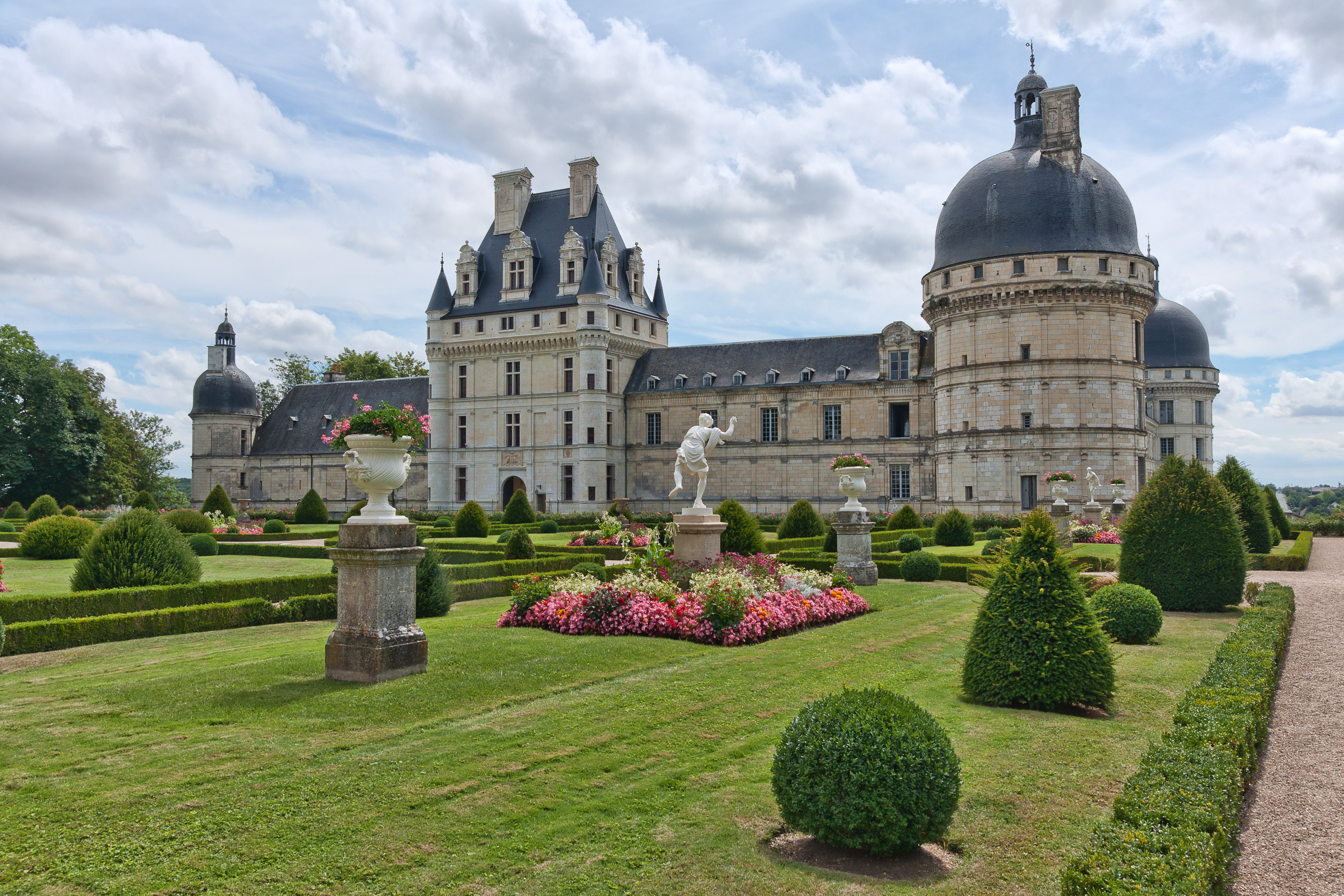
Le château de Valençay, en 2010.

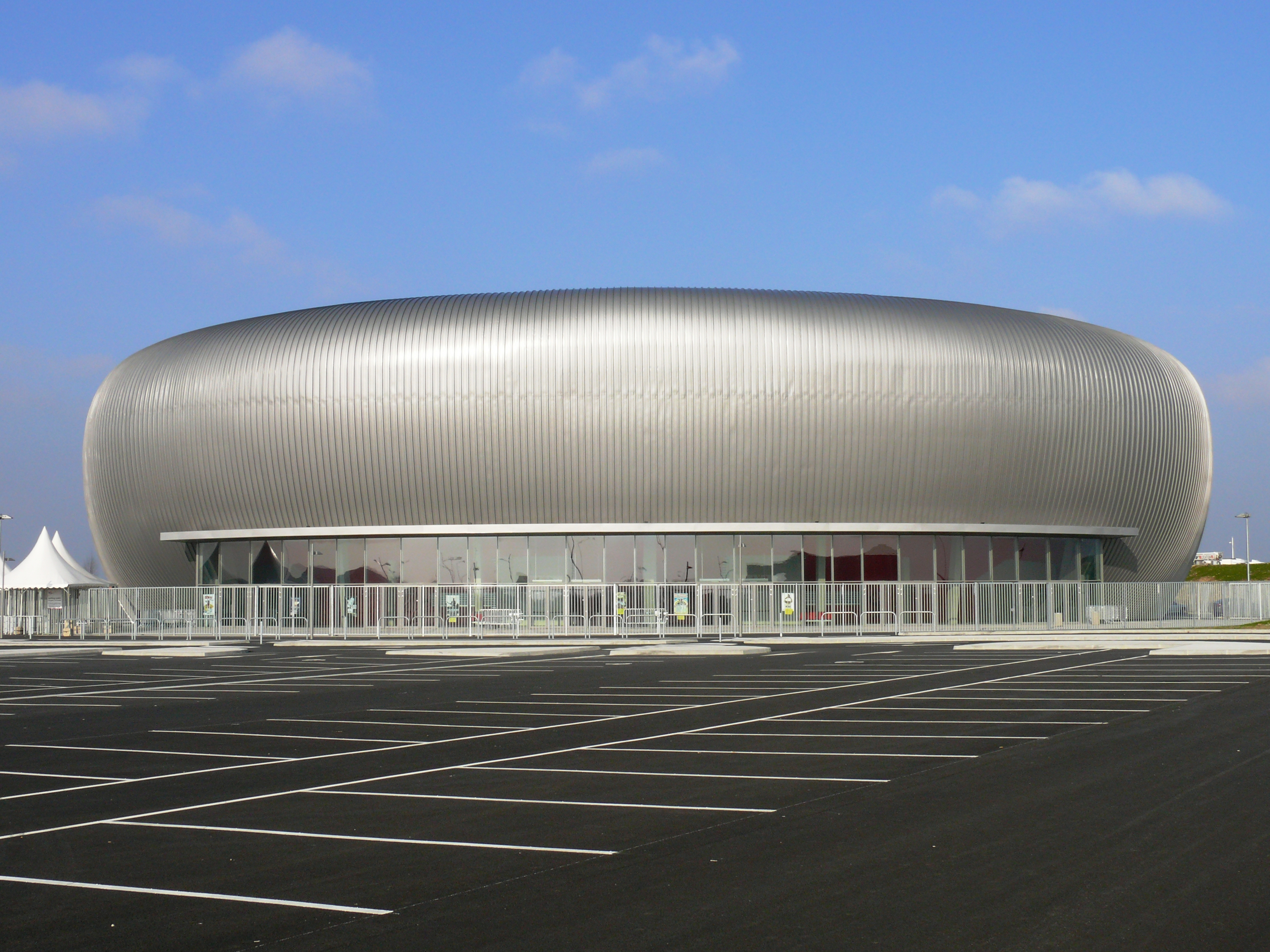
Le M.A.C.H 36 de Déols, en 2007.

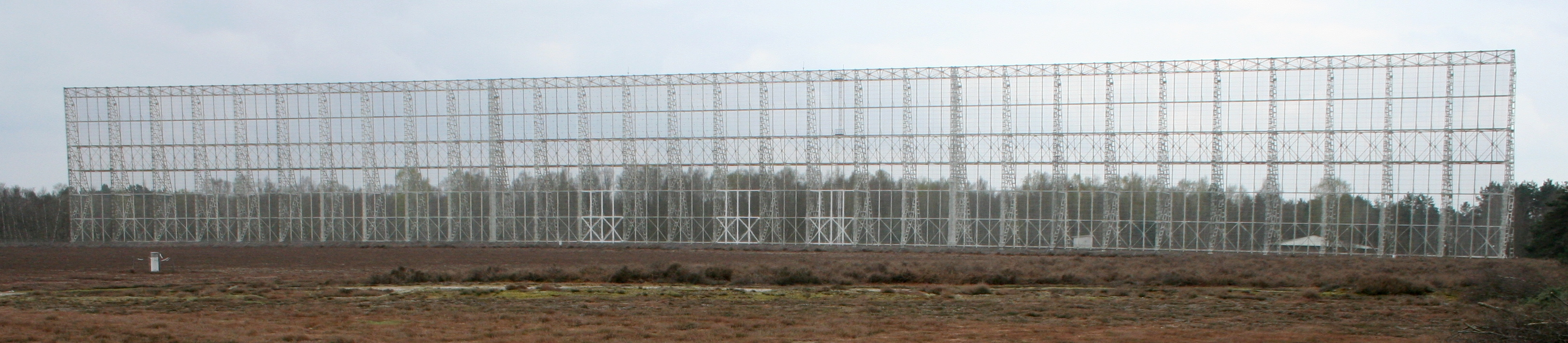
La station de radioastronomie de Nançay, en 2008.

Le Berry, région rurale, recèle un patrimoine agricole important, qui rayonne sur ses régions frontalières avec les « granges à auvent ». Ces constructions avaient plusieurs rôles, celui de protéger les portes des intempéries et de créer une extension pour par exemple abriter hommes et matériel lors des orages. Les « granges pyramidales » sont quant à elles particulières au Nord du Cher. Elles consistent en une charpente supportant une toiture descendant jusqu'au sol. Les églises berrichonnes sont principalement romanes et possèdent pour la plupart des fresques anciennes, ainsi qu'un « caquetoire ». On compte en Berry plusieurs clochers tors. De nombreux châteaux sont visibles et ouverts à la visite, comme Sagonne, Meillant ou Valençay.
Voici les bâtiments les plus remarquables :
- palais Jacques-Cœur de Bourges ;
- cathédrale Saint-Étienne de Bourges ;
- abbaye de Noirlac ;
- abbaye Notre-Dame de Déols ;
- abbaye Notre-Dame de Fontgombault ;
- abbaye de Saint-Satur;
- église Saint-Étienne de Neuvy-Saint-Sépulchre ;
- collégiale Saint-Austrégésile de Saint-Outrille ;
- château de Maupas à Morogues ;
- château de la Verrerie ;
- château de Buranlure à Boulleret;
- château des Stuarts à Aubigny-sur-Nère ;
- château de Valençay ;
- château d'Azay-le-Ferron ;
- château de Boucard au Noyer ;
- château de Sagonne ;
- château de Bouges ;
- château de Mehun-sur-Yèvre ;
- château de Meillant ;
- église Saint-Amand de Saint-Amand-Montrond ;
- église Saint-Genès de Châteaumeillant ;
- église Sainte-Solange de Sainte-Solange ;
- église Saint-Michel de Chârost ;
- amphithéâtre gallo-romain de Drevant ;
- maisons d'Henrichemont ;
- maisons à pans de bois de Bourges ;
- hôtels particuliers au Blanc ;
- station de radioastronomie de Nançay ;
- M.A.C.H 36 de Déols ;
- anciennes usines de la société française de Vierzon.

Le Berry est traversé par le canal de Berry.

#### Parcs régionaux
Dans l'Indre, se trouve le parc naturel régional de la Brenne, connu pour ses étangs artificiels, dans lequel se trouve la réserve naturelle nationale de Chérine.

### Personnalités liées au Berry
- Jacques Cœur (1395/1400-1456), marchand, Bourges
- Charlotte d'Albret (1480-1514) et César Borgia (1475-1507), princesse et prince de Romagne, La Motte-Feuilly
- Charles de L'Aubespine (1580-1653), homme politique français, Bruère-Allichamps
- Charles-Maurice de Talleyrand-Périgord (1754-1838), homme d'État, Valençay
- Henri-Gatien Bertrand (1773-1844), général d'Empire, compagnon de Napoléon à Sainte-Hélène, Châteauroux
- Zulma Carraud (1796-1889), écrivaine, Issoudun
- George Sand (1804-1876), écrivaine, Nohant-Vic
- Édouard Vaillant (1840-1916), homme politique, Vierzon
- Berthe Morisot (1841–1885), artiste peintre, Bourges
- Maurice Rollinat (1846–1903), poète, Châteauroux
- Jean Baffier (1851-1920), sculpteur, écrivain
- Jean Rameau (1852-1931) , poète, maître-sonneur , Bourges
- Léon Detroy (1859–1955), artiste peintre, Gargilesse
- Emmanuel de Martonne (1873-1955), géographe, Chabris
- Joseph Ageorges (1877-1957), journaliste et écrivain, Indre
- Jacques Martel (1877-1941), chansonnier, poète
- Henry de Monfreid (1879-1974), commerçant et écrivain, Ingrandes
- Albert Laprade (1883-1978), architecte, Buzançais
- Henri-Alban Fournier (1886-1914), écrivain, La Chapelle-d'Angillon, Épineuil-le-Fleuriel
- Arnaud de Vogüé (1904-1988), résistant, homme d'affaires, PDG de Saint Gobain
- Raymonde Vincent (1908–1985), écrivaine, prix Femina 1937, Saint-Chartier
- Jorge Carrasco (1919-2006), peintre, Le Menoux
- Michel Denisot (1945-), journaliste, animateur, réalisateur et producteur de télévision, Buzançais
- Hervé Vilard (1946-), auteur-compositeur-interprète, La Celette
- Gérard Depardieu (1948-), acteur, producteur et homme d'affaires, Châteauroux
- Jean-Christophe Rufin (1952-) médecin, écrivain, diplomate, académicien, Bourges
- Christine Angot (1959-), romancière, Châteauroux
- Belle du Berry (1966-2020), chanteuse, comédienne et auteur-compositrice, Bourges

### Héraldique, logotype et devise
|  | Blason ancien du Berry : D'azur semé de fleurs de lys d'or, à la bordure engrelée de gueules. |

|  | Blason moderne du Berry : D'azur aux trois fleurs de lys d'or à la bordure engrelée de gueules. |

|  | Drapeau du Berry : Il s'agit du drapeau armorié et historique de la province du Berry. Il reprend en effet les armes des Ducs de la province sous sa forme moderne, c'est-à-dire composé de trois fleurs de lys. La couleur bleue et les fleurs de lys sont directement associées aux Rois de France et la bordure engrêlée rouge en est la brisure. |

|  | Drapeau du Berry puis de Châteauroux : Le drapeau est formé de trois bandes verticales verte, jaune et rouge. Le vert représente les prairies, le jaune les moissons et le rouge la vigne. Il a été élaboré au cours du XIXe siècle, après la dissolution officielle de la province du Berry en 1790. Sa représentativité historique est donc toute relative et nombre de communes du Berry privilégie le drapeau armorié. |

### Races domestiques originaires du Berry

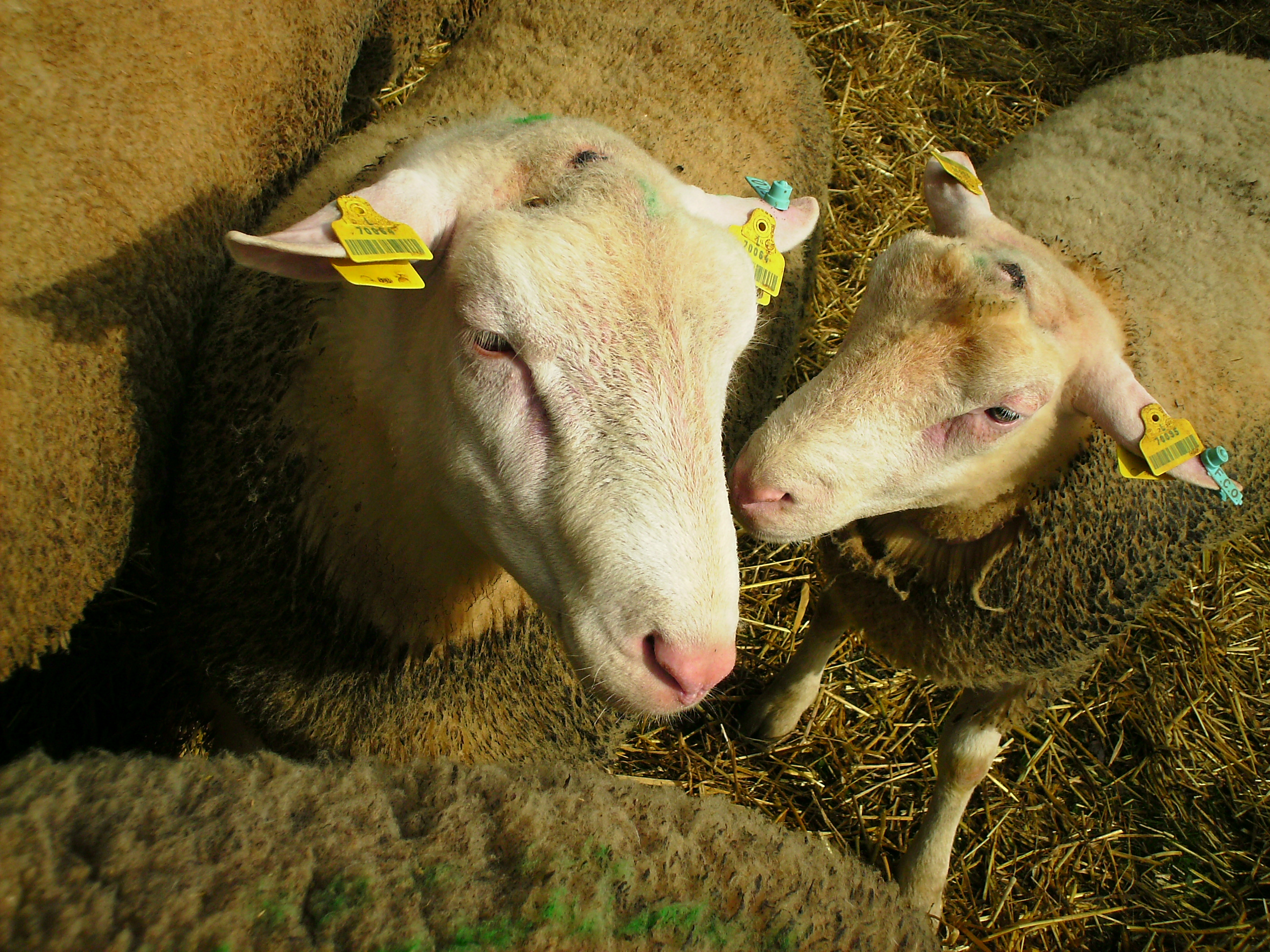
Le mouton berrichon du Cher, en 2007.

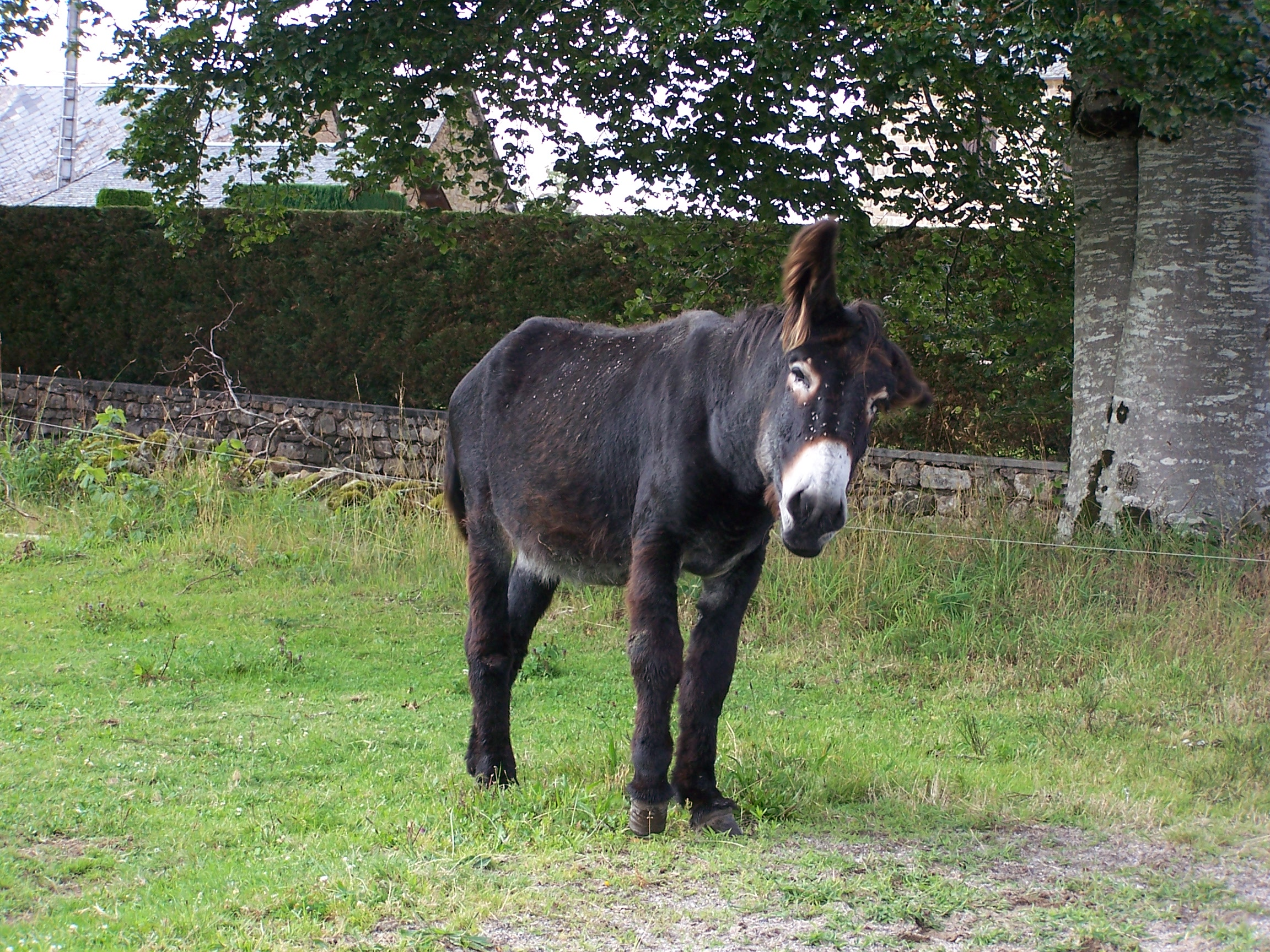
L'âne grand noir du Berry, en 2007.

- Âne grand noir du Berry
- Berrichon du Cher
- Berrichon de l'Indre
- Cheval berrichon
- Chèvre cou-clair du Berry
- Poule noire du Berry

### Gastronomie
D'un point de vue historique, l'existence d'une gastronomie berrichonne propre est essentiellement subjective. La plupart des produits ci-dessous sont d'une création postérieure à la disparition historique du Berry. Ainsi, la pomme de terre n'est apparue dans ces régions qu'au milieu du XIXe siècle. D'autres plats sont généralement l'adaptation de recettes populaires qui concernent initialement d'autres terroirs et il existe une grande diversité culinaire au sein des régions actuelles qui composèrent un jour le Berry historique.
| Types                  | Noms                             | Descriptions | Photos |
| ---------------------- | -------------------------------- | --- | ------ |
| Spécialités culinaires | Pâté berrichon ou pâté de Pâques | Pâté en croûte, il a une farce de viande de veau et de porc, surmontée d'œufs durs, le tout emballé dans une pâte brisée ou feuilletée. |        |
| Spécialités culinaires | Jau au sang                      | Coq flambé et coupé en morceaux qui est cuit pendant une heure. Le sang cuit à feu doux, de la crème, un jaune d'œuf et le foie pilé sont ensuite ajoutés, donnant ainsi un poulet en sauce. Il est aussi appelé « coq en barbouille ». |        |
| Spécialités culinaires | Pâté aux pommes de terre         | Il connait de nombreuses versions. La recette aujourd'hui la plus répandue, également cuisinée en Limousin, consiste à couper des pommes de terre en lamelles plus ou moins fines et à en garnir une tourte en pâte feuilletée, dans laquelle on ajoutera de la crème, de l'ail et éventuellement quelques oignons et fines herbes. En ajoutant un peu de lard, cette recette prend le nom de « truffiat ». D'autres recettes, plus spécifiques au Haut-Berry, garnissent la pâte de pommes de terre écrasées en une purée grossière (conservant une partie des pommes de terre en morceaux), assaisonnées d'ail et de fines herbes. Cette dernière version est en général préparée en forme de pâté ou de friand. |        |
| Spécialités culinaires | Galette aux pommes de terre      | Elle se consomme chaude, est également très répandue et consiste à ajouter à l'appareil d'une pâte feuilletée une quantité variable de purée lisse de pommes de terre. Plus la quantité ajoutée est élevée, moins la pâte lèvera à la cuisson et plus le cœur de la galette sera moelleux. Certaines versions incorporent seulement, ou en plus de celle intégrée à la pâte, de la purée entre deux feuilles de pâte feuilletée. |        |
| Spécialités culinaires | Œufs en couille d'âne            | Œufs en meurette préparés avec des échalotes et l'un des vins rouges berrichons. |        |
| Spécialités culinaires | Salade de Chavignol chaud        | Ce plat consiste à présenter sur un lit de salade deux crottins (ou deux demi-crottins) brièvement rôtis au four sur une tranche de pain de campagne. C'est également un plat typique du Sancerrois. |        |
| Spécialités culinaires | Langue de bœuf au gratin         | |        |
| Spécialités culinaires | Beugnons                         | Beignets à la fleur d'acacia ou au miel. |        |
| Spécialités culinaires | Sanciaux                         | Crêpes épaisses, traditionnellement salées ou sucrées et aujourd'hui le plus souvent agrémentées de pommes (et de miel ou de sucre), que l'on cuit à la poêle pour obtenir une galette à la consistance intermédiaire entre une crêpe et un far breton. Elles sont appelées « chanciaux » ou « omelette à la farine ». |        |
| Spécialités culinaires | Millats                          | Ce sont plusieurs recettes à base de cerises noires. Le millard (au nord de Creuse et Allier) est un clafoutis relativement épais, à base de cerise Burlat ou Bigarreau, parfois de griotte. |        |
| Spécialités culinaires | Soupe à l'oseille                | Aussi appelée « soupe aux orties ». |        |
| Spécialités culinaires | Poirat                           | Tourte garnie de poires (simplement sucrées et généralement sans appareil). |        |
| Spécialités culinaires | Citrouillat                      | Variante du « pâté de pommes de terre ». Aussi appelé « pâté à la citrouille ». |        |
| Spécialités culinaires | Poires au vin                    | |        |
| Spécialités culinaires | Daguenettes                      | Tranches de pommes séchées, servies comme desserts telles quelles ou réhydratées dans une sauce au vin rouge. |        |
| Légumes                | Lentilles vertes du Berry        | Label rouge et IGP. |        |
| Légumes                | Courge Sucrine du Berry          | |        |
| Fromages               | Crottin de Chavignol             | Fromage au lait cru fabriqué à base de lait de chèvre entier, à pâte molle à croûte fleurie. Il se présente sous le forme d'un cylindre bombé en périphérique de 3 à 4 cm de haut, 4 à 5 cm de diamètre pour un poids d'environ 60 g. Le diamètre central, supérieur aux diamètres haut et bas, est la conséquence du retournement en moule obligatoire6. |        |
| Fromages               | Pouligny-saint-pierre            | Fromage à base de lait cru de chèvre de race Alpine, Saanen ou Poitevine. Il est à pâte molle à croûte fleurie, d'un poids moyen de 250 g, et a une forme caractéristique de pyramide, une pâte d'un blanc lumineux qui contraste avec une croûte qui se colore et se teinte de bleu avec l'affinage, sauf lorsque des bloquants sont ajoutés au lait afin d'empêcher le développement de la bactérie responsable de cette coloration. |        |
| Fromages               | Selles-sur-cher                  | Petit fromage à base de lait cru de chèvre, à pâte molle à croûte fleurie, d'un poids moyen de 150 g. Il est caractérisé par sa pâte molle de couleur blanche et ferme, sa croûte, très fine, naturelle bleu foncé cendrée à la poudre de charbon de bois, et sa forme tronconique très plate à bords biseautés, dont le diamètre n'excède pas 9,5 cm. |        |
| Fromages               | Valençay                         | Fromage à base de lait de chèvre, à pâte blanche molle à croûte naturelle, d'un poids moyen de 220 g. |        |
| Fromages               | Fromagée                         | Préparation à base de fromage frais (de chèvre et/ou de vache), auquel sont ajoutés des herbes fraîches (en particulier cive et ciboulette), de l'échalote, du poivre et du sel. Elle peut être consommée avec des pommes de terre tièdes cuites à l'eau, ou en accompagnement d'une salade avec du pain. |        |
| Fruits                 | Pommes de Saint-Martin-d'Auxigny | À Saint-Martin-d'Auxigny. |        |
| Fruits                 | Poires Curé                      | |        |
| Fruits                 | Poires Cuisse Dame du Berry      | |        |
| Fruits                 | Cerises Muant                    | |        |
| Fruits                 | Cerises Petite Noire             | |        |
| Fruits                 | Cerises Marin du Berry           | |        |
| Fruits                 | Châtaignes du Berry              | |        |
| Fruits                 | Genouillet                       | Cépage vitis vinifera du Berry. |        |
| Vins                   | Sancerre                         | Vin d'appellation d'origine contrôlée produit dans les environs de Sancerre, dans le département du Cher et la région Centre. |        |
| Vins                   | Menetou-salon                    | Vin d'appellation d'origine contrôlée produit autour de Menetou-Salon, au nord-est de Bourges. La superficie de production représente 450 hectares avec comme cépage le sauvignon B (vin blanc) et le pinot noir N (vins rouge et rosé). |        |
| Vins                   | Quincy                           | |        |
| Vins                   | Reuilly                          | |        |
| Vins                   | Valençay                         | |        |
| Vins                   | Châteaumeillant                  | |        |
| Vins                   | Coteaux-du-giennois              | |        |
| Bières                 | Crécelle                         | À Bourges. |        |
| Bières                 | Ouche Nanon                      | À Croisy. |        |
| Bières                 | Sancerroise                      | À Sancerre. |        |
| Bières                 | L'atelier de la Bière            | À Villedieu-sur-Indre. |        |
| Bières                 | La Trinquette                    | À Loye-sur-Arnon. |        |
| Alcool                 | La Capricieuse                   | Liqueur artisanale (17°) à base de lait de chèvre et de vache. Différentes saveurs sont proposées : plantes aromatiques, miel, châtaigne corse, pomme, caramel et fleur de sel, pain d'épices et noix de coco. |        |
| Alcool                 | Kirsch du Blanc                  | On le trouvait au Blanc, car la production a cessé depuis le début des années 2000. |        |
| Alcool                 | La pousse d'épine                | Vin cuit (18°) issu de la macération de jeunes pousses d'épine (prunier sauvage, récolté au mois de Mai), du marc de raisin, du sucre et généralement du vin rouge. |        |
| Bonbons                | Forestines de Bourges            | À Bourges. |        |
| Bonbons                | Demoiselles de Montrond          | À Saint-Amand-Montrond. |        |
| Biscuits               | Croquets de Chârost              | Biscuits aux amandes ou aux noisettes. À Chârost. |        |
| Biscuits               | Sablés                           | Préparé avec du petit-lait et que l'on agrémente parfois de pommes, poires. À Nançay. |        |
| Condiments             | Huile de noix                    | |        |
| Condiments             | Huile de noisette                | |        |